# La Bible : Le Nouveau Testament
La Bible : Le Nouveau testament (Animated Stories from the New Testament) est une série télévisée d'animation américaine composée de 24 épisodes de 30 minutes chacun, créée par Richard Rich et Brian Nissen destinée au marché de la vidéo et distribuée de 1987 à 2005 après leurs diffusions sur la chaîne TBN.

## Synopsis
Les grandes histoires tirées des récits du Nouveau testament en animation.

## Distribution (voix originales)
- Ivan Crosland : Jésus
- John Nicolaysen : Pierre
- John Runnels : Jean
- Maikel Bailey : Joseph
- Pat Jackson : Marie
- Jonathan Best : Joel
- Dion Luther : Amos
- Alan Nash : Boaz
- Terri Purles : Sarah
- Oscar Rowland : Bartimaeus
- Michael Bennett : Ananias
- Jayne Luke : Dinah
- Daniel A. Keeler : Dieu
- Lisa Michelson : Daniel
- Wayne Richards : Joseph d'Arimathie
- David Jensen : Le centurion
- Mark Hunt : Jashub
- Nelden Maxfield : L'ange Gabriel
- Beverly Rowland : Elisabeth
- Robert Axelrod : Bartholomé
- James Horrocks : Caleb
- Bruce Winant : André
- Tony Larimer : Gamaliel
- Kim Blackett : David
- Paul Nichols : Hérode Antipas
- Tony Pope : Lazare
- Andrew Craig : Ben
- Elizabeth Daily : Caleb

## Épisodes

### Saison 1 (1987 à 1991)
1. Jésus est né (The King is Born) - 1987
2. Le Fils prodigue (The Prodigal Son) - 1988
3. Il est ressuscité (He is Risen) - 1988
4. Le Bon Samaritain (The Good Samaritan) - 1999
5. Les Miracles de Jésus (The Miracles of Jesus) - 1999
6. Le Juge vertueux (The Righteous Judge) - 1990
7. Saul de Tarse (Saul of Tarsus)  - 1990
8. Jean-Baptiste (John the Baptist)  - 1990
9. Pardonne-nous nos offenses (Forgive Us Our Debts) - 1991
10. Le Royaume des Cieux (The Kingdom of Heaven) - 1991
11. Les Trésors célestes (Treasures in Heaven) - 1991
12. Paul et son ministère (The Ministry of Paul)  - 1991

### Saison 2 (1995 à 2005)
1. Jésus, le fils de Dieu (Jesus, the Son of God) - 1995
2. Le Pain divin (Bread from Heaven) - 1996
3. Le plus grand est le plus petit (The Greatest is the Least) - 1997
4. La Brebis égarée (The Lost is Found) - 1999
5. Lazare est vivant (Lazarus Lives) - 1999
6. Je crois en Toi mon Dieu (Lord, I Believe) - 2001
7. La Prière du Seigneur (The Lord's Prayer) - 2001
8. Les Paraboles de Jésus (The Parables of Jesus) - 2003
9. L'Arrivée du Messie (The Messiah Comes!) - 2003
10. La Force de la patience (Built Upon the Rock) - 2004
11. Trente pièces d'argent (Worthy is the Lamb) - 2004
12. L'Invitation du roi (Signs of the Times) -2005